# Pierre de Villars (1517-1592)
Pour les articles homonymes, voir Pierre de Villars.
Pierre de Villars, né à Lyon vers 1517 et mort le 14 novembre 1592 à Moncallier, est un prélat français du XVIe siècle.
Il est l'un des cinq des archevêques de Vienne, sous le nom de Pierre V, issus de la famille de Villars (Lyonnais, Forez).

## Biographie

### Origines
Pierre de Villars naît, vers 1517, à Lyon. Il est fils de Pierre de Villars, marchand, Echevin de Lyon, et de Suzane Jobert, veuve de Jean Chapoton.

### Carrières
Pierre de Villars étudie à Paris et en Italie, notamment à l'université de Padoue sous André Alciat et Hugues Boncampagon. Il devient conseiller au parlement de Paris et est auditeur du cardinal de Tournon et effectue plusieurs tâches pour le Saint-Siège.
Pierre de Villars devient évêque de Mirepoix en 1561. Il préside les États généraux de Languedoc à Béziers en 1567 et à Carcassonne en 1568.
Le 30 juin 1576, il monte sur le archiépiscopal de Vienne, sous le nom de Pierre V (Gallia Christiana). Il participe aux États de Blois et préside l'assemblée de Paris en 1585 (G.C.).
Il se démet de sa fonction en 1587 au profit de son neveu Pierre, l'évêque de Mirepoix, et se retire à Moncallier (G.C.).
Il meurt le 14 novembre 1592, à Moncallier.